# Hayajan
Hayajan is een Arabische rock- en popband, die opgericht is in 2011. De band bracht in mei 2013 hun eerste album Ya Bay uit en in 2019 hun tweede album Khusouf Al-Ard.

## Bandleden
- Alaa Wardi - zang, keyboard
- Odai Shawagfeh – elektrische gitaar
- Mohammed Idrei - elektrische gitaar
- Amjad Shahrour – basgitaar
- Hakam Abu Soud - drums

## Discografie
| Albumnaam      | Datum van verschijnen | Tracks |
| -------------- | --------------------- | --- |
| Ya Bay         | mei 2013              | 1. "Ya 7weneh" (4:11) 2. "Wel Loom Ramani" (4:29) 3. "Safina" (3:28) 4. "Fish Majal" (5:36) 5. "Ween El-Kalam" (4:16) 6. "Risala" (3:14) 7. "Ween Min eSneen" (4:57) 8. "Wyama" (4:17) 9. "Nude" (Radiohead-cover) (6:31) 10. " Comfortably Numb" (Pink Floyd-cover) (6:31) |
| Khusouf Al-Ard | januari 2019          | 1. "Yalla Bina" 2. "Ardon Wahed" 3. "Zubalah" 4. "Insan" 5. "El-Hob Mawjoud" 6. "Jibna Al-Eid" 7. "Mashakel" 8. "Al-Ghabah" 9. "Kbirna" 10. "Dinya Mosh Aminah" |